# Franz Neumann (Politiker)

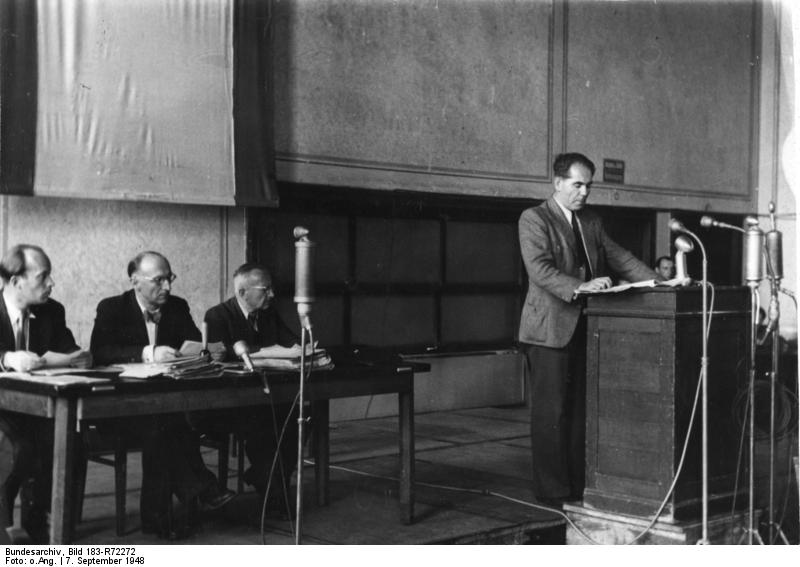
Franz Neumann (am Rednerpult), 1948

Franz Neumann (* 14. August 1904 in Berlin; † 9. Oktober 1974 ebenda) war Vorsitzender der Berliner SPD und Bundestagsabgeordneter.

## Leben

### Ausbildung und Beruf

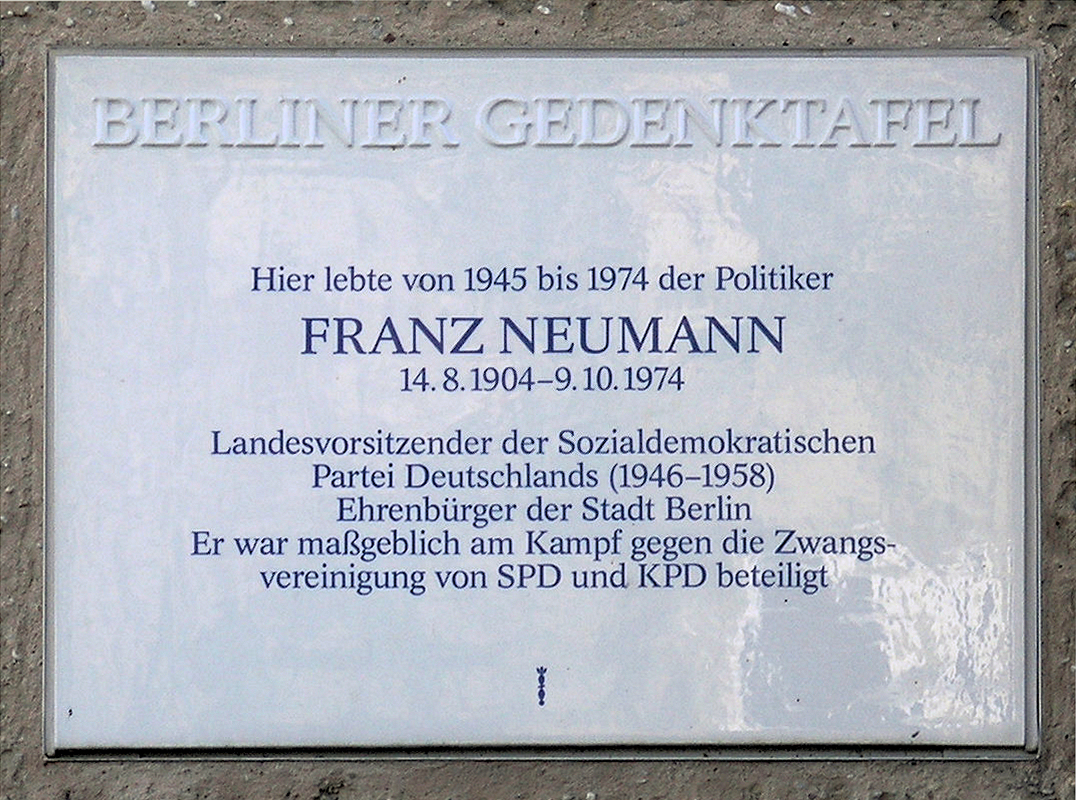
Berliner Gedenktafel am Haus Moorweg 10, in Berlin-Tegel

Neumann wuchs als eines von vier Kindern einer Arbeiterfamilie im Berliner Bezirk Friedrichshain in ärmlichen Verhältnissen auf. Nach dem Besuch der Volksschule absolvierte Neumann ab 1918 eine Schlosserlehre. 1919 trat er dem Metallarbeiterverband bei und wurde schon nach einem Jahr Vorsitzender der Metallarbeiterjugend Berlins. Gemäß den Prinzipien der Sozialistischen Arbeiterjugend (SAJ) setzte auch er auf die emanzipatorische Kraft von Bildung und Wissen, weshalb er die in Gera gelegene Heimvolkshochschule Tinz besuchte und Kurse der Deutschen Hochschule für Politik in Berlin belegte, z. B. „Arbeitsrecht“. 1926 bestand er das Fürsorgerexamen und arbeitete anschließend bis 1933 in diesem Beruf. Anfang der 1930er Jahre, in der Zeit der sich verschärfenden Krise, gründete und leitete er am Prenzlauer Berg die „Werkstätten für arbeitslose Jugendliche“. Aus dieser Stellung wurde er nach der Machtübernahme der Nationalsozialisten entlassen.
Im Januar 1934 schwer von der Gestapo misshandelt, machte man ihm vor dem Kammergericht Mitte Juli jenes Jahres den Prozess wegen des „hochverräterischen Unternehmens, es unternommen zu haben, den organisatorischen Zusammenhalt der SPD aufrechtzuerhalten“. In der schriftlichen Begründung des Urteils (eineinhalb Jahre Gefängnis) hieß es, Neumann habe unter anderem seine Genossen in der Siedlung „Freie Scholle“ über Zustände und Personen im Konzentrationslager Oranienburg aufgeklärt. Der Gefängniszeit folgte die übliche Polizeiaufsicht. Nach der Freilassung arbeitete er wieder als Metallarbeiter.
Von 1970 bis zu seinem Tode 1974 war er Vorsitzender der Berliner Arbeiterwohlfahrt.

### Partei
Schon 1918 wurde Neumann Mitglied der Sozialistischen Arbeiterjugend. 1920 trat er der SPD bei, für deren Grundsätze er sich bald stark engagieren sollte. Trotz der Überwachung gelang es ihm, während des Nationalsozialismus die Kontakte zu Gleichgesinnten aufrechtzuerhalten.
Im ersten Nachkriegsjahr begann in Berlin ein Kampf um Bürgerfreiheiten und die Eigenständigkeit der SPD. Viele Sozialdemokraten und Kommunisten, darunter der damalige Berliner SPD-Vorsitzende Otto Grotewohl, traten nach der Erfahrung der Niederlage der gespaltenen deutschen Arbeiterbewegung gegen die Nationalsozialisten für die Gründung einer gemeinsamen Partei von Sozialdemokraten, Sozialisten und Kommunisten ein. Ende 1945 begann auch die von Walter Ulbricht geführte KPD ihre Kampagne für die Vereinigung von KPD und SPD zur SED. Franz Neumann widersetzte sich diesem Vorhaben, weil er befürchtete, dass die Kommunisten den Sozialdemokraten ihre leninistische und stalinistische Ideologie aufzwingen wollten. Neumann organisierte in Absprache mit Kurt Schumacher im März 1946 eine Urabstimmung der Berliner Sozialdemokraten über die Frage einer Vereinigung mit den Kommunisten. Als Sprecher und Volkstribun der Berliner Gegner einer sozialistischen Einheitspartei wurde er über die Reihen seiner eigenen Parteifreunde hinaus bekannt. Im Ostsektor der Stadt verbot die sowjetische Militäradministration die Abstimmung. Auch der amerikanische Militärgouverneur Lucius D. Clay stand der Abstimmung anfänglich ablehnend gegenüber und erhoffte sich eine Einigung im Alliierten Kontrollrat. Eine große Mehrheit der 33.000 organisierten Sozialdemokraten in den Westsektoren Berlins lehnte die Vereinigung ab, befürwortete aber eine Zusammenarbeit von Sozialdemokraten und Kommunisten beim Wiederaufbau Deutschlands. Die Abstimmung hatte eine große Bedeutung für die deutsche Nachkriegsgeschichte, denn die Zwangsvereinigung von SPD und KPD in der Ostzone wurde zum ersten Schritt des Aufbaus der späteren SED-Diktatur in der DDR. In den 1950er Jahren war sein Verhältnis zu den Regierenden Bürgermeistern Ernst Reuter und Otto Suhr nicht immer frei von Spannungen. Als Franz Neumann nach dem Tode Suhrs der Wahl Willy Brandts in das Amt des Regierenden Bürgermeisters widersprach, verlor er Zustimmung in den Reihen der Berliner SPD und in der Öffentlichkeit. Neumann wusste nichts von den hohen Zahlungen, die US-Dienststellen der Gruppe um Willy Brandt im Jahr 1950 überwiesen hatten, damit diese im innerparteilichen Kampf obsiege. Die Zahlungen erfolgten als Honorar für  Werbebeilagen in einer Berliner Tageszeitung aus Mitteln des Marshallplans.
Von 1946 bis 1958 war Neumann Vorsitzender der Berliner SPD.

### Abgeordneter
Im März 1933 standen Kommunalwahlen an, wobei Neumann zunächst den siebenten Platz auf der sozialdemokratischen Liste für die Wahl des Reinickendorfer Bezirksparlamentes innehatte, doch durch den Herrschaftsantritt der Nationalsozialisten und den damit verbundenen Terror gegen die Arbeiterbewegung resignierten seine Mitstreiter und Neumann wurde Spitzenkandidat seiner Partei in Reinickendorf. An der Ausübung des Mandats haben ihn die neuen Machthaber gehindert.
1946 wurde Neumann zum Mitglied der Stadtverordnetenversammlung (später Abgeordnetenhaus) gewählt. Er übte dieses Mandat bis zum 3. März 1960 aus.
Neumann gehörte außerdem von 1949 bis 1969 als vom Berliner Abgeordnetenhaus gewähltes Mitglied dem Deutschen Bundestag an. Am 5. Dezember 1952 wurde er wegen ungebührlichen Verhaltens von Bundestagspräsident Hermann Ehlers für den Rest der Sitzung aus dem Saal gewiesen. 1966 stimmte Neumann gegen die Wahl Kurt Georg Kiesingers zum Kanzler der Großen Koalition; wie bei allen Abgeordneten aus West-Berlin wurde seine Stimme aber nicht gewertet. Als stimmberechtigtes Mitglied der Bundesversammlung stimmte er 1964 gegen die Wiederwahl des Bundespräsidenten Heinrich Lübke.

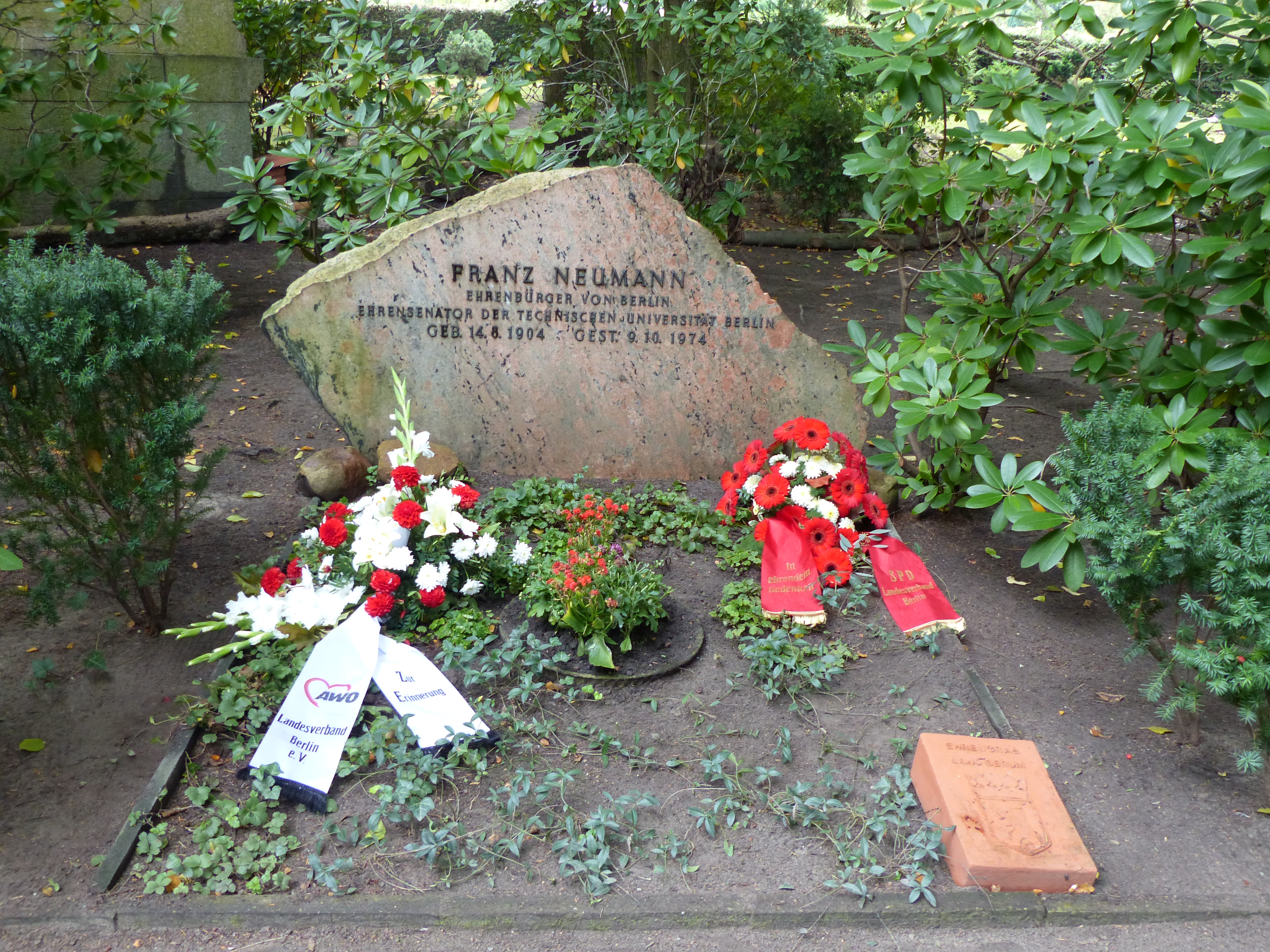
Grab von Franz Neumann, anlässlich seines 40. Todestages wurden Blumengebinde der Arbeiterwohlfahrt und der SPD Berlin abgelegt (Foto: 2014)

### Ehrungen
- 1971 wurde Neumann zum Ehrenbürger Berlins ernannt.
- Eine Berliner Gedenktafel am Haus Moorweg 10, in Berlin-Tegel erinnert an ihn.
- Die Technische Universität wählte ihn zu ihrem Ehrensenator und gab ab dem auf seinen Nachlass aufbauenden Franz-Neumann-Archiv (FNA) 1974 ein Domizil. Den Bestand teilten sich 2009 das Archiv der sozialen Demokratie (AdsD) und das Landesarchiv Berlin.[3]
- Die Marie-Juchacz-Plakette der Arbeiterwohlfahrt wurde ihm 1972 verliehen.
- Der Franz-Neumann-Platz in Berlin-Reinickendorf (1979)[4] mit U-Bahnhof

Franz Neumann wurde auf dem Friedhof Tegel „Am Nordgraben“ beerdigt, er erhielt ein Ehrengrab.